# کامی پین
 کامی پین (فرانسوی: Camille Pin‎؛ زاده ۲۵ اوت ۱۹۸۱) یک تنیس‌باز اهل فرانسه است.